# Парламентские выборы в Латвии (1993)
Выборы в Пятый Сейм Латвии состоялись 5 и 6 июня 1993 года. Это были первые выборы после восстановления независимости в 1991 году. Латвийский путь стал крупнейшей партией в Сейме, получив 36 из 100 мест. В общей сложности 23 партии участвовали в выборах, хотя лишь восемь прошли 4 % барьер и получили места в парламенте. Явка избирателей составила 91,2 % это была самая высокая явка в истории страны.

## Результаты
| Партия | Голоса    | %    | Места |
| --- | --------- | ---- | ----- |
| Латвийский путь | 362 473   | 32,4 | 36    |
| ДННЛ | 149 347   | 13,4 | 15    |
| Согласие для Латвии — возрождение для народного хозяйства                                                          | 134 289   | 12,0 | 13    |
| Крестьянский союз Латвии                                                                                           | 119 116   | 10,7 | 12    |
| Равноправие | 64 444    | 5,8  | 7     |
| Избирательное объединение «Отечеству и свободе»                                                                    | 59 855    | 5,4  | 6     |
| Христианско-демократический союз                                                                                   | 56 057    | 5,0  | 6     |
| Партия демократического центра                                                                                     | 53 303    | 4,8  | 5     |
| Народный фронт Латвии                                                                                              | 29 396    | 2,6  | 0     |
| Зелёный список | 13 362    | 1,2  | 0     |
| Русский Национальный демократический список (Центр демократической инициативы – Балтийская конституционная партия) | 13 006    | 1,2  | 0     |
| Латвийская демократическая партия труда                                                                            | 10 509    | 0,9  | 0     |
| Избирательное объединение «Счастье Латвии»                                                                         | 9814      | 0,9  | 0     |
| Гражданская община «Наша земля»                                                                                    | 8687      | 0,9  | 0     |
| Лига хозяйственного оживления                                                                                      | 8333      | 0,7  | 0     |
| Латвийская социал-демократическая рабочая партия                                                                   | 7416      | 0,7  | 0     |
| Антикоммунистический Союз                                                                                          | 5954      | 0,5  | 0     |
| Республиканская платформа                                                                                          | 5075      | 0,5  | 0     |
| Консерваторы и крестьяне                                                                                           | 2797      | 0,3  | 0     |
| Союз независимых                                                                                                   | 1968      | 0,2  | 0     |
| Латвийская либеральная партия                                                                                      | 1520      | 0,1  | 0     |
| Партия единства Латвии                                                                                             | 1070      | 0,1  | 0     |
| Либеральный Альянс                                                                                                 | 525       | 0,0  | 0     |
| Недействительные бюллетени                                                                                         | 15 888    | –    | –     |
| Итого | 1 134 204 | 100  | 100   |
| Явка | 1 243 956 | 91,2 | –     |

## Внешние ссылки
- Результаты выборов